# 3788 Steyaert
3788 Steyaert è un asteroide della fascia principale. Scoperto nel 1986, presenta un'orbita caratterizzata da un semiasse maggiore pari a 2,7929938 UA e da un'eccentricità di 0,1014337, inclinata di 9,68964° rispetto all'eclittica.
L'asteroide è dedicato all'astronomo belga Christian Steyaert.